# Playa de San Lorenzo (Melilla)
La playa de San Lorenzo está situada en la ciudad autónoma de Melilla, España. Posee una longitud de alrededor de 240 metros y un ancho promedio de 100 metros.

## Historia
A finales de la década de 1920, la zona donde se encuentra la playa era un terreno natural expuesto a los efectos de los temporales. Entre noviembre de 1926 y febrero de 1927, se procedió al desmantelamiento de barracas en la zona debido a la amenaza de los temporales. Posteriormente, se rellenó el área con arena proveniente del desmontado Cerro de San Lorenzo, complementado con dragados realizados bajo la dirección del alcalde Enrique Cobrero Acero. Este proceso transformó la zona en una playa urbana de aproximadamente 240 metros de longitud y 100 metros de ancho promedio.
A lo largo del siglo XX, la zona también estuvo vinculada a actividades pesqueras. En 1921, se inauguró una pescadería en la explanada de San Lorenzo, diseñada por el ingeniero Francisco Carcaño. Esta instalación fue ampliada en la década de 1920 debido al crecimiento de la actividad pesquera en la región. Sin embargo, a principios de la década de 1980, la actividad pesquera en la zona cesó.

## Características y condiciones de baño
La Playa de San Lorenzo es una playa urbana de arena dorada, con una longitud de 240 metros y un ancho promedio de 100 metros. Sus aguas son tranquilas, con un oleaje moderado, lo que la convierte en un lugar ideal para el baño y actividades acuáticas. La playa cuenta con un paseo marítimo que facilita el acceso y la movilidad de los visitantes. Además, dispone de servicios como aseos, duchas, lavapiés, papeleras y alquiler de sombrillas y hamacas. La limpieza de la playa se realiza de forma regular, y la vigilancia está a cargo de un equipo de salvamento que garantiza la seguridad de los bañistas. La playa también cuenta con accesos para personas con movilidad reducida.
Es importante destacar que la Playa de San Lorenzo ha sido galardonada con la Bandera Azul, un reconocimiento a la calidad de sus aguas y servicios.

## Servicios

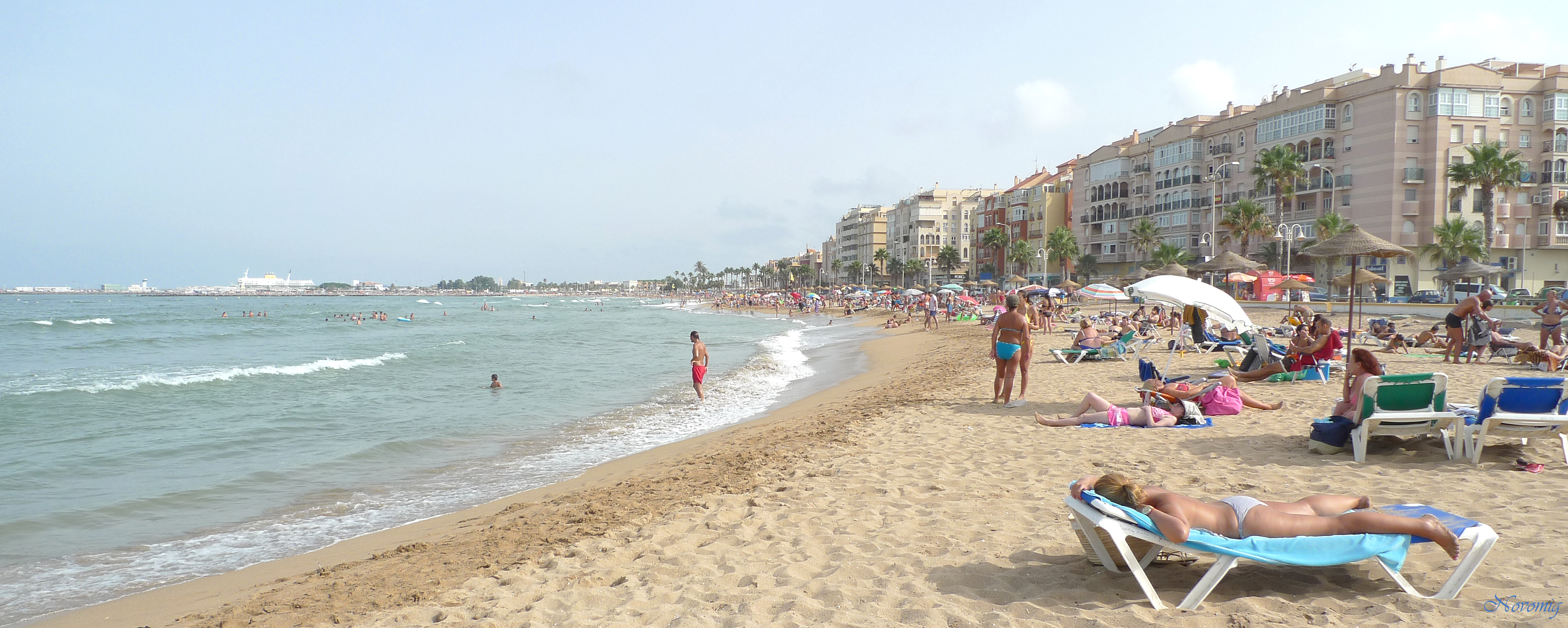
Sombrillas y hamacas

La Playa de San Lorenzo ofrece una amplia gama de servicios para el disfrute de los visitantes. Entre ellos se incluyen:
- Accesibilidad: Rampas y pasarelas para personas con movilidad reducida.
- Vigilancia y seguridad: Presencia de socorristas y señalización de posibles peligros.
- Instalaciones sanitarias: Aseos y duchas disponibles para los usuarios.
- Alquiler de equipamiento: Sombrillas, hamacas y material deportivo.
- Limpieza y mantenimiento: Servicio regular de limpieza de la playa y sus alrededores.

En abril de 2025, se inauguró una nueva rampa de acceso en la playa, diseñada para facilitar la entrada al mar a personas con movilidad reducida. La obra, ejecutada en un plazo de tres meses con una inversión de 41.000 euros, forma parte del Plan de Playas 2025, que contempla actuaciones en materia de accesibilidad, sostenibilidad, seguridad y calidad del entorno.

## Deportes

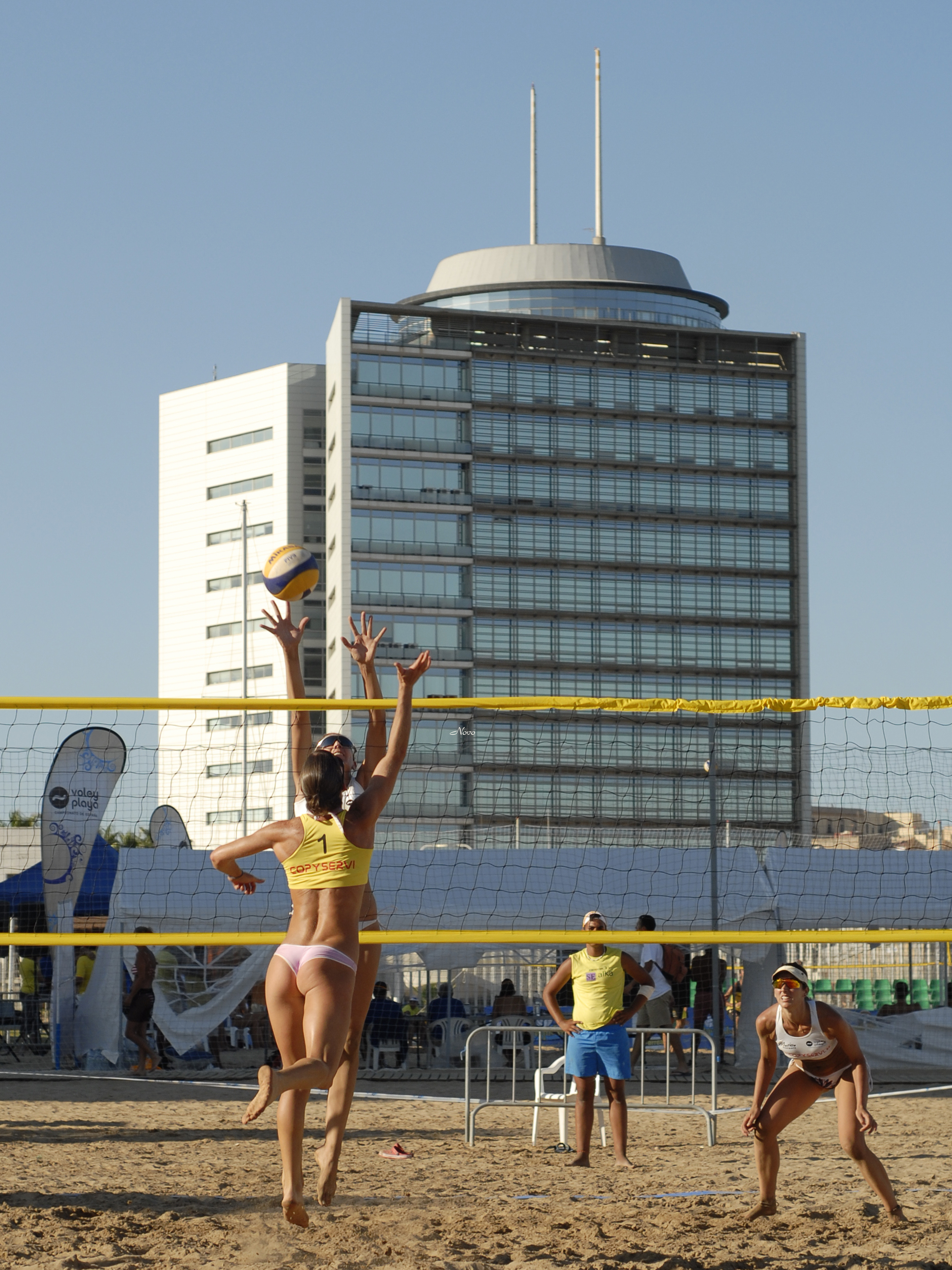
Campeonato de España de Voley Playa

La Playa de San Lorenzo es un lugar ideal para la práctica de diversos deportes acuáticos y de playa. Entre las actividades más populares se encuentran el voleibol de playa, el paddle surf, el kayak y la natación. Además, en agosto de 2020, se inauguró un Centro de Ocio y Deporte en la playa, donde los melillenses pueden alquilar material deportivo y disfrutar de atracciones acuáticas, como castillos hinchables y tablas de paddle surf. Este centro ofrece una amplia variedad de actividades tanto para adultos como para niños.

## Eventos
La Playa de San Lorenzo es escenario de diversos eventos deportivos y culturales a lo largo del año. Algunos de los más destacados incluyen:
- Desafío Melilla: Un evento deportivo que se celebra anualmente, generalmente en junio, en la Playa de San Lorenzo. Se trata de una serie de competiciones de resistencia que incluyen carreras y actividades acuáticas. Es conocido por atraer a atletas locales e internacionales.[10]
- Noche de San Juan: La celebración de la festividad de San Juan en Melilla, que se lleva a cabo en la noche del 23 al 24 de junio. La Playa de San Lorenzo se convierte en uno de los puntos más populares de la ciudad para las festividades, con hogueras, música, y un ambiente festivo que reúne a miles de melillenses y turistas.[11]

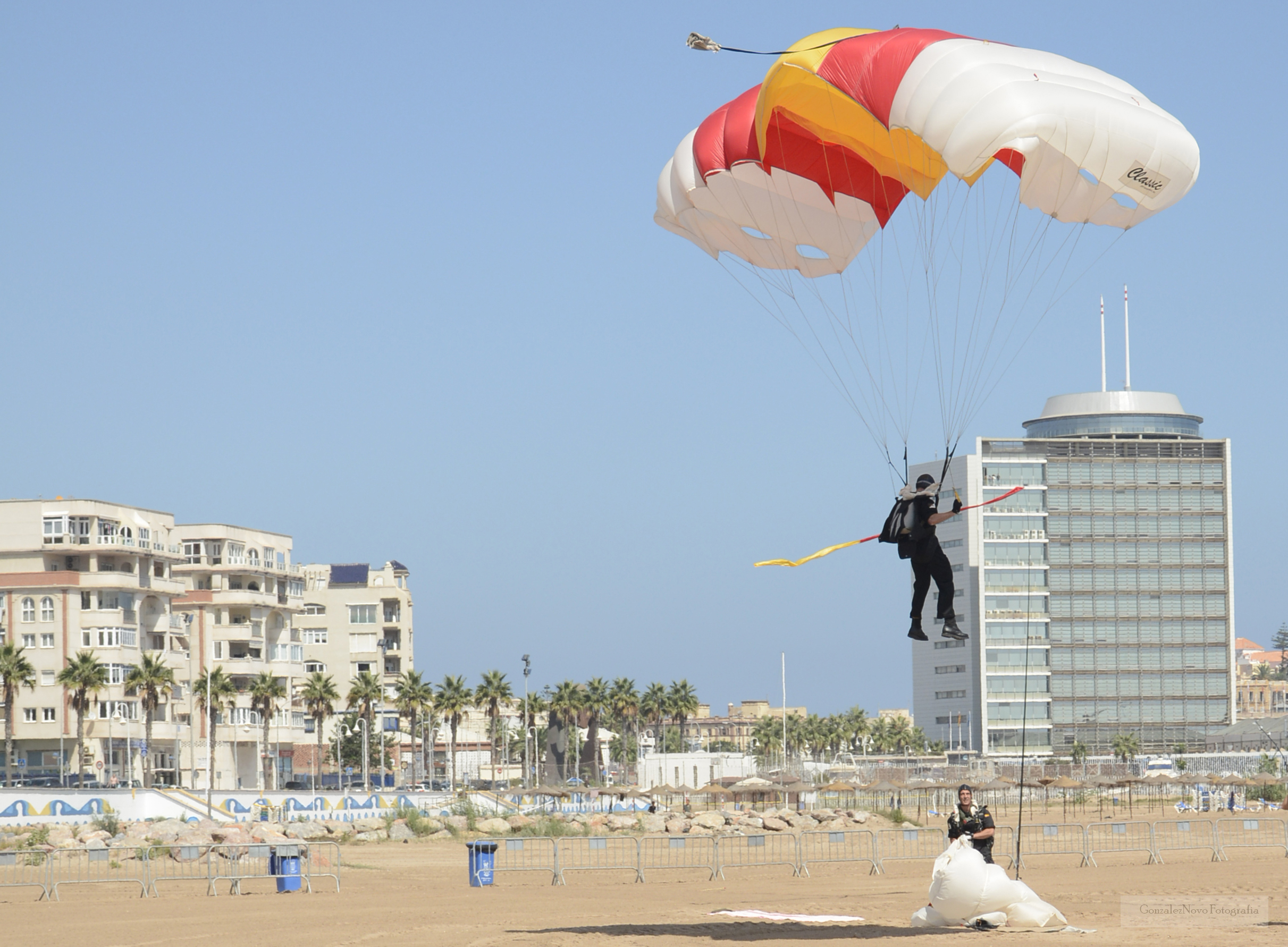
Patrulla de Helicópteros 'ASPA'

- Patrulla de Helicópteros 'ASPA'Día de Melilla (17 de septiembre): Este día es una de las grandes celebraciones en la ciudad, y la Playa de San Lorenzo es uno de los puntos de encuentro para diversos espectáculos. Se realizan demostraciones aéreas con la participación de la Patrulla de Helicópteros "ASPA", un evento que atrae a grandes multitudes debido a las impresionantes acrobacias y maniobras de los helicópteros. Además, se lleva a cabo la exhibición de la Patrulla Canina del Regimiento de Ingenieros número 8, donde los perros militares muestran sus habilidades y destrezas en diversas pruebas. Estas actividades forman parte de la conmemoración del Día de Melilla, un evento que rinde homenaje a la historia y la identidad de la ciudad.[12]
- I Máster Nacional MAPFRE de Tenis Playa: En diciembre de 2024, se celebró este torneo en la playa, que atrajo a los mejores talentos del tenis playa en España.[13]
- Carrera Nocturna Melilla Ciudad del Deporte: En junio de 2025, se celebrará esta carrera popular que recorre el paseo marítimo de la ciudad, incluyendo la Playa de San Lorenzo. Es un evento que ofrece distancias de 10K, 5K y 1K para niños.[14]

## Reconocimientos
La Playa de San Lorenzo ha recibido diversos premios y reconocimientos a lo largo de los años, especialmente por su calidad de aguas y servicios. Entre estos destacan la Bandera Azul, un reconocimiento internacional a la calidad de las playas, y premios a la accesibilidad, gracias a la mejora en infraestructuras y el acceso para personas con movilidad reducida.